# Luniz
Luniz is een Amerikaans hiphop-duo uit Oakland dat bestaat uit de rappers Yukmouth (echte naam Jerold Ellis Jr.) en Numskull (echte naam Garrick Husband).
In 1996 scoorden ze een wereldwijde hit met het nummer I Got 5 on It, dat in onder meer Nederland op de nummer 1-positie van de hitparade kwam. Op dit nummer wordt meegezongen door Michael Marshall van de 'Timex Social Club', die ooit een grote hit scoorde met 'Rumors' in de jaren 80. Mede dankzij de hit I Got 5 on It werd het eerste album van Luniz "Operation Stackola" platina en wonnen zij verschillende prijzen.
De opvolger van "Operation Stackola" werd het album "Lunitik Muzik", dat in 1997 werd uitgebracht. Op dit album staan samenwerkingen met onder andere Redman, Too $hort en E-40.
Hun voorlaatste album was "Silver & Black", dat in 2002 werd uitgebracht. Het album bereikte matig succes omdat het vaker werd gedownload dan verkocht. De rappers zijn nu met ruzie uit elkaar.
Los van het rapduo Luniz zijn beide heren ook solo actief; Numskulls nieuwe album, "Numworld", werd inmiddels uitgebracht.